# Francis Goya
Francis Goya (Lieja, Bélgica, 16 de mayo de 1946) es un guitarrista y concertista belga.

## Biografía
Nacido en una familia de músicos, tomó por primera vez la guitarra en las manos cuando tenía 12 años
A los 16 años Francis Goya organizó el primer grupo musical ("Les Jivaros") junto con su hermano-baterista y otros amigos.
En 1966 encontró al contante Lou, que ingresó a la banda-rock de Francis The Liberty Six (más tarde Lou fue el productor del músico Plastic Bertrand y compuso la canción Ça plane pour moi para él, que tenía el éxito mundial)
En el año 1970 Francis Goya fue invitado en el grupo profesional "le J J Band" que tocaba la música soul. En esta banda Francis grabó dos álbumes, el productor del segundo fue Brian Bennet, el baterista de los The Shadows. El disco se grababa en Londres para la compañía CBS. Debido a J J Band Francis Goya tomó parte en una gira musical por Europa y África.
Además llegó a ser el guitarrista de estudio y tocaba en la misma escena con tales artistas como Demis Roussos, The Three Degrees, Vicky Leandros y otros.

### La idea brillante. “Nostalgia”
En el año 1975, grabó El primer disco propio Nostalgia que subió rápidamente a las posiciones superiores de las listas de éxitos.
El álbum «Nostalgia» es la melodía dulce y romántica escrita por Francis Goya junto con su padre. Desde esta melodía precisamente comenzó la carrera internacional del músico.
Francis Goya viaja en los tours por todo el mundo: desde Asia hasta América Latina, África del Sur, Rusia.
Entre los tours graba por lo menos un álbum, y la cantidad actual de los CD y álbumes alcanza 35. La mayoría de éstos obtuvo el estado del disco de oro o de platina.
Para hoy Francis Goya vendió más de 28 millones de sus álbumes por todo el mundo que es raro para la música instrumental..
En 1991, Francis Goya dirigía una orquesta para el show de Luxemburgo en el concurso Eurovisión en Roma, y en 1993 en Irlanda.

### Influencia latinoamericana
Siempre admirándose de la música latinoamericana, en el año de 1991 Francis Goya toma la decisión grabar paralelamente con su música instrumental un CD disco de las canciones brasileñas (Bahia Lady). El timbre de su voz el ardor de la interpretación mostraron una combinación excelente adorada por el público. 
Francis decide continuar esta corriente y en los años 1992 y 1993 graba dos álbumes nuevos de este estilo (son (Noche Latino y Festival Latino). 
El 1994 fue el año del retorno a los orígenes cuando grabó el nuevo disco instrumental, y además realizó una gira anual por Holanda, donde daba cerca de 50 conciertos. 
En 1996 graba otro álbum (Gondwana) con la música de estilo 'New Age. est enregistré (Gondwana). En el año 1998 Francis Goya graba las bellas canciones de Jacques Brel, que salen en los CD con la distribución por toda Europa. Luego graba un álbum conjunto Richard Clayderman.

### Un viento del Oriente
El álbum Moscow Nights , grabado en Moscú fue editado en 1981 en todos los países de la ex-URSS donde tiene una amplia popularidad y que permite a Francis Goya hacerse a una estrella eurooccidental en Europa Oriental.

### Marzo de 2001, los primeros conciertos en Estonia

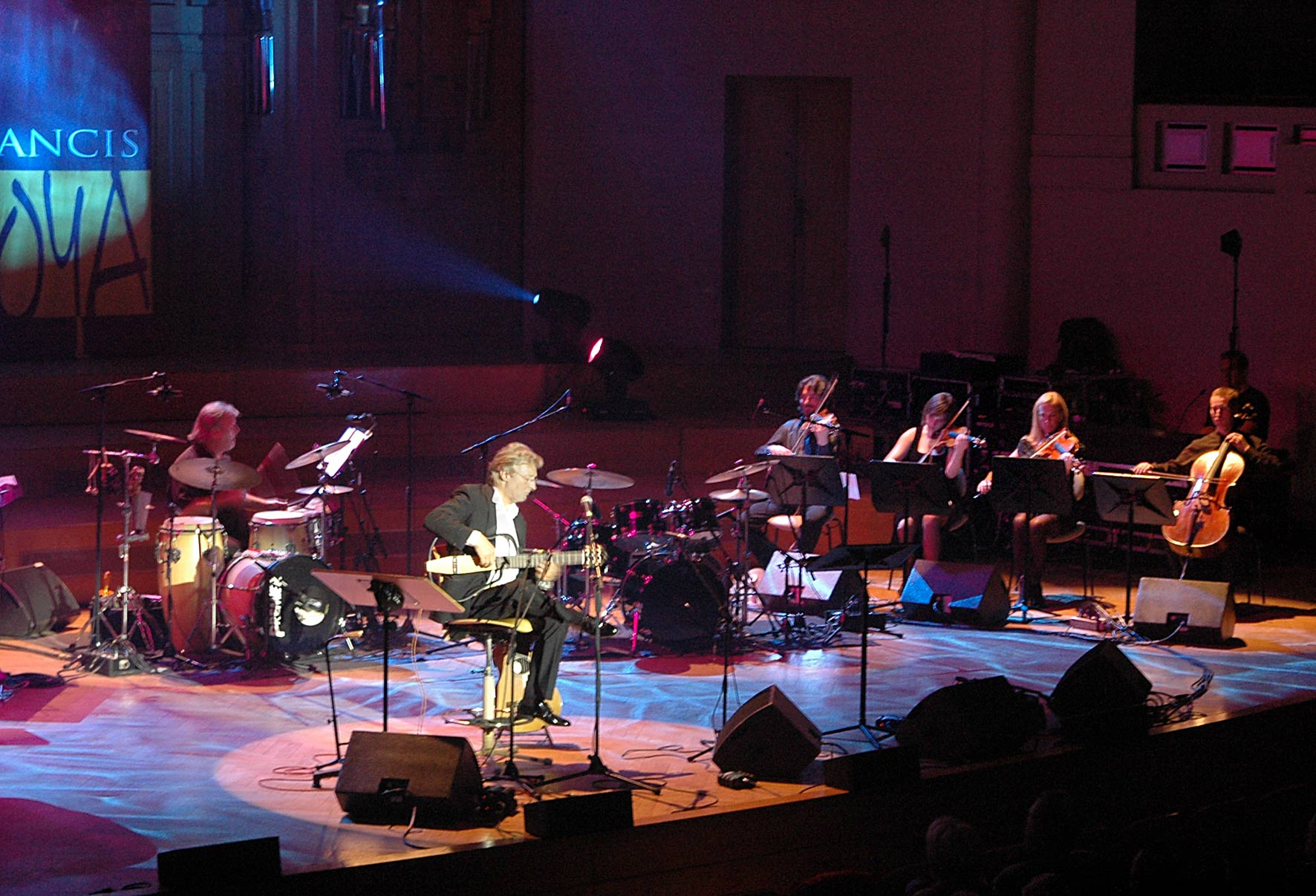
Francis Goya al concierto en Bruselas, 2005

Después del éxito veinteñal en Europa de Este, Francis Goya obtuvo la invitación de dar un concierto en Estonia, en la Filarmónica de Tallin acompañado por la Orquesta de cámara en la sala de conciertos bajo la dirección de Jean-Luc Drion, el pianista, director y amigo de Francis Goya ya durante 30 años. 
Tenía tanto éxito esto primero concierto es que Francis Goya se vio obligado aumentar el tiempo de su visita en Estonia y dar el segundo concierto el día siguiente en la misma sala filarmónica. 
Después de tanta experiencia en Estonia, Francis Goya decidió grabar un álbum instrumental que incluiría obras escritas por el gran compositor estonio Raimond Valgre. Este álbum también le aclaró a Francis Goya en Estonia. Aún más el álbum ruso A Tribute To Alexandra Pakhmutova, grabado en San Petersburgo se distribuye ampliamente en Corea, Taiwán y China.
Gracias a su popularidad Francis Goya regularmente está de gira a través del mundo y el público siempre le acoge en cado concierto:
- 2004, marzo – concierto en Yakarta (Indonesia).

- 2004, avril - concertios en San Petersburgo (Rusia).

- 2005, octubre – Palacio de bellas artes (Palais des Beaux Arts) en Bruselas (Bélgica).

- 2006, marzo – concierto en la Filarmónica de San Petersburgo (Rusia).

- 2006, avril – concierto en Abbaye de Forest en Bruselas (Bélgica).

- 2006, mayo – gira de tres conciertos en Polonia: Poznań, Cracovia y Varsovia.

- 2006, mayo – participó en el Festival de Braine-l'Alleud (Bélgica). "Et si on se faisait plaisir".

- 2006, junio – grabación del álbum premeditado especialmente para China.

- 2006, septiembre – concierto en la iglesia l’Église St Étienne en Braine-l'Alleud.

- 2006, noviembre – una gira grande por los países bálticos.

- 2006, diciembre – concierto en Yakarta y Singapur. Concierto en la sala Octyabrskiy de San Petersburgo (Rusia).

- 2007, marzo – conciertos en Tallin (Estonia), Vilna (Lituania), Riga (Letonia), Vameira, Tartu (Estonia), Pärnu (Estonia).

- 2007, avril – el gran concierto en Moscú.

- 2007, mayo – concierto de gala en Camboya a favor de las organizaciones humanitarias (Lions Club).

- 2007, mayo – concierto en el festival “Mundo de Guitarra” en Kaluga (Rusia).

- 2007, septiembre – concierto en Waterloo (Bélgica).

- 2007, octubre – concierto a favor de la Fundación oncológica de beneficencia St Michel a Nivelles (Bélgica)

- 2007, octubre – una gira grande por Rusia.

- 2008, febrero – una gira grande por África del Sur.

- 2012 : marzo - conciertos en Vilnius (Lituania), Tallin (Estonia), Riga (Letonia), Moscú, San Petersburgo, Tumen, Omsk, Novosibirsk, Ekaterinburg, Izhevsk et Kirov (Rusia).

En el año 2006 rapero Busta Rhymes reprodujo un fragmento de la vieja composición de Francis Goya Faded Lady, que ocupó la posición N.º 1 en la lista de éxitos top-100 en los EE. UU. bajo el nomdre 'New York Shit (en el álbum "The Big Bang).
En 2007 la banda Safri Duo (Falling Hight) utilizó el fragmento de Tonight’s the Night, compuesta por Francis Goya en 1976.
En el enero de 2008 Francis Goya con su familia decide trasladarse a Marrakech (Marruecos) y sigue dando conciertos en Canadá, Sudáfrica, Rusia, Estonia.
Su primera escuela musical Ateliers Art et Musique (el estudio de Música y arte) se abre en Marrakech en el año 2010
En el año 2011 Francis Goya al arrimo del Embajador de Bélgica a Marruecos, cónsul de Bélgica a Marruecos, y de los altos funcionarios del Gobierno de Marruecos crea la para el desarrollo cultural de los niños y adolescente marroquís de las regiones desfavorables.

## Atelier Art et Musique (El Estudio de música y arte) en Marrakech (Marruecos)
La escuela dedicada al amor de música y arte. .
Por iniciativa de Francis Goya y sus hijas Valérie y Sandrine, que también trabaja en la Fundación, el 8 de marzo de 2010 fue fundada la escuela l'Atelier Art & Musique Francis Goya. Gracias al apoyo del Consulado de Bélgica, de la prefectura de la ciudad de Marrakech y la colaboración con Yamaha se obtuvo la posibilidad iniciar los estudios vocales e instrumentales.
La escuela Atelier Art & Musique Francis Goya está orientada a todos los estudiantes desde los novatos hasta los músicos profesionales, y se orienta a todo el desarrollo musical hasta el solfeo incluido las clases diversas de guitarra, piano, violín, clases de magia, bailas y canto.
Actualmente más de cien estudiantes con diferente nivel se han inscrito en los distintos cursos, manifestando un vivo interés en la escuela.

## Fundación de Francis Goya para el desarrollo cultural de los niños y adolescente de las regiones desfavorables
Fundación Francis Goya : es el arte y la música para los niños pobres del mundo.
Durante su larga carrera del compositor Francis Goya siempre participaba en los actos benéficos, que colectaban las donaciones para financiación de orfanatos y escuelas secundarias en Camboya, de departamento de pediatría de urgencia del Hospital de la Reina Fabiola en Bélgica, de la Fundación Oncológica St-Michel de Bruselas. 
Al trasladarse a Marruecos muchos años atrás Francis Goya entendió que el desarrollo cultural de la juventud marroquís necesitaba ayuda. 
Cuando viajaba por el sur del país una idea brillante cruzó por su mente. Estaba tocando la guitarra en la intimidad de su familia cuando estaban de alto cerca de un pueblo, inesperadamente se acercaron los niños y redondearon ellos para escuchar. Aquella idea se desarrolló: Francis tomó la decisión crear una Fundación con objeto de descubrir a las nuevas personas talentosas entre los niños y adolescentes de las regiones desfavorables, de ayudarles a desarrollar sus talentos musicales. Para la Fundación de Francis Goya colectó donaciones de sus amigos marroquís y europeos los que comparten estos valores. La forma consiste en la organización de conciertos gratis para recoger dinero y comprar los instrumentos musicales, financiar las clases de canto, bailes para niños. Para descubrir los jóvenes talentosos, que puedan beneficiarse de sus estudios musicales y obtener la posibilidad de prácticas en el extranjero, y para los que necesitan ayuda y control prolongado los organizador visitan escuelas, orfanatos y las regiones alejadas en montañas. "Cuando la vida es generosa con nosotros, es hora de dar; servir a algo, sobre todo la música alegra el corazón. Hoy día es muy importante: echamos las bases de la fundación del edificio aprovechándose de la generosidad de los donadores para financiar nuestros proyectos, tales como la donación de los instrumentos musicales, organización de los estudios de arte para niños y adolescentes de las regiones desfavorables (orfanatos, hospitales, duares). Les agradezco a Ustedes con anticipación por la interpretación y publicidad, que podrán dar a nuestra iniciativa". La oración del Presidente de La Fundación de Francis Goya, Francis Goya.